# Ministère de la Pêche, de l’Élevage et de l'Industrie laitière
Le ministère de la Pêche, de l'Élevage et de l'Industrie laitière est, en Inde, l'administration chargée de préparer et mettre en œuvre la politique publique dans les domaines halieutique et de l'élevage, en particulier de l'élevage laitier.

## Historique
Formé en mai 2019 par le gouvernement Modi à partir du département du même nom qui existait sous autorité du ministère de l'Agriculture et du Bien-être des agriculteurs.
Cette décision est bien accueillie par la Tamil Nadu Cooperative Milk Producers' Federation (TNCMPF), organisation propriétaire de la coopérative laitière Aavin, ainsi que par la Gujarat Cooperative Milk Marketing Federation (GCMMF), propriétaire de la coopérative laitière Amul.

## Liste des ministres
| # | Portrait | Nom                    | Mandat         | Mandat         | Premier ministre | Parti                  | Parti |
| - | -------- | ---------------------- | -------------- | -------------- | ---------------- | ---------------------- | ----- |
| 1 |          | Giriraj Singh (en)     | 30 mai 2019    | 7 juillet 2021 | Narendra Modi    | Bharatiya Janata Party |       |
| 2 |          | Parshottam Rupala (en) | 7 juillet 2021 | En cours       | Narendra Modi    | Bharatiya Janata Party |       |

## Liste des ministres d'État
| # | Portrait | Nom                         | Mandat         | Mandat         | Premier ministre | Ministre          | Parti                  | Parti |
| - | -------- | --------------------------- | -------------- | -------------- | ---------------- | ----------------- | ---------------------- | ----- |
| 1 |          | Pratap Chandra Sarangi (en) | 30 mai 2019    | 7 juillet 2021 | Narendra Modi    | Giriraj Singh     | Bharatiya Janata Party |       |
| 2 |          | Sanjeev Balian (en)         | 30 mai 2019    | En cours       | Narendra Modi    | Giriraj Singh     | Bharatiya Janata Party |       |
| 3 |          | L. Murugan (en)             | 7 juillet 2021 | En cours       | Narendra Modi    | Parshottam Rupala | Bharatiya Janata Party |       |